# Vremski Britof
Vremski Britof este o localitate din comuna Divača, Slovenia, cu o populație de 51 de locuitori.